# Þórunn Helga Jónsdóttir
Þórunn Helga Jónsdóttir (Reykjavík, 17 dicembre 1984) è una calciatrice islandese, centrocampista del KR Reykjavík.
Giocatrice di rilevanza internazionale ha giocato, oltre che nel campionato nazionale, dove ha conquistato con il KR Reykjavík due titoli e tre Coppe d'Islanda intervallandolo con l'attività nel calcio universitario statunitense, anche in quello brasiliano, conquistando numerosi trofei tra il 2008 e il 2011.
Vanta inoltre convocazioni nelle nazionali giovanili del suo paese e 15 presenze nella nazionale islandese nel periodo 2009-2014.

## Palmarès

### Club

#### Tornei nazionali
- Campionato islandese: 2

KR Reykjavík: 2002, 2003
- Coppa d'Islanda: 3

KR Reykjavík: 2002, 2007, 2008
- Copa do Brasil de Futebol Feminino: 2

Santos: 2008, 2009
- Liga Paulista de Futebol Feminino: 1

Santos: 2009

#### Tornei internazionali
- Copa Libertadores Femenina: 2

Santos: 2009, 2010
- Torneio Internacional Interclubes de Futebol Feminino: 1

Flamengo: 2011

### Individuale
- Atlantic 10 Conference-Rookie of the Year: 1

2004